# Тане (Кот-д’Ор)
Тане́ (фр. Tanay) — коммуна во Франции, находится в регионе Бургундия. Департамент коммуны — Кот-д’Ор. Входит в состав кантона Мирбо-сюр-Без. Округ коммуны — Дижон.
Код INSEE коммуны — 21619.

## Население
Население коммуны на 2010 год составляло 237 человек.
| 1962 | 1968 | 1975 | 1982 | 1990 | 1999 | 2010 |
| ---- | ---- | ---- | ---- | ---- | ---- | ---- |
| 229  | 220  | 191  | 242  | 250  | 232  | 237  |

## Экономика
В 2010 году среди 152 человек трудоспособного возраста (15—64 лет) 123 были экономически активными, 29 — неактивными (показатель активности — 80,9 %, в 1999 году было 74,7 %). Из 123 активных жителей работали 114 человек (59 мужчин и 55 женщин), безработных было 9 (4 мужчины и 5 женщин). Среди 29 неактивных 8 человек были учениками или студентами, 15 — пенсионерами, 6 были неактивными по другим причинам.